# Vashti Bunyan
Jennifer Vashti Bunyan, född 1945 i Newcastle-upon-Tyne, är en brittisk sångerska och låtskrivare.
Vashti Bunyan föddes i Newcastle-upon-Tyne men växte från tidig ålder upp i London. Hennes debutalbum från 1970, Just Another Diamond Day, ses som ett viktigt album inom acid folkgenren. Hon har kallats "Gudmodern till acid folk". Efter att albumet släppts försvann Bunyan från musikindustrin fram till början av 2000-talet, då hennes musik återupptäcktes. Hon spelade in EP-skivan Prospect Hummer tillsammans med Animal Collective för att sedan utge sitt andra studioalbum, 35 år efter det förra.

## Diskografi
Studioalbum
- 1970 – Just Another Diamond Day (Philips Records)
- 2005 – Lookaftering (FatCat Records)
- 2014 – Heartleap (FatCat Records)

Singlar
- 1965 – "Some Things Just Stick in Your Mind" / "I Want To Be Alone" (Decca)
- 1966 – "Train Song" / "Love Song" (Columbia)

EP
- 2004 – Love Song (Dicristina Stair Builders) (inspelad 1966)

Samlingsalbum
- 2007 – Some Things Just Stick in Your Mind - Singles and Demos 1964 to 1967 (FatCat Records/Spinney Records)